# Gul fingersvamp
Gul fingersvamp (Ramaria flava) är en svampart i familjen Ramariaceae. Den växer i barrskogar, ofta bland mossa. Fruktkropparna kommer under hösten.
På grund av förväxlingsrisken med lömsk fingersvamp, vilken är svagt giftig och att nyare rön tyder på att gul fingersvamp kan vara ett artkomplex med okänt antal oätliga och giftiga arter, rekommenderas den inte som matsvamp.
Unga exemplar har mild smak som blir beskare med åldern.

## Beskrivning
Gul fingersvamp har ett tätt förgrenat växtsätt och kan bli 10–15 centimeter hög och ungefär lika bred. Grenarna är uppåtsträvande och närmast vita eller mycket ljust gula nedtill och får sedan en allt klarare gul färg ut mot spetsarna. Foten kan vara upp till 4 centimeter bred. 

### Fotnoter
1. ↑  Hahn (1883) , In: Pilzsammler:72
2. ↑  Schaeff. (1763) , In: Fung. Bavar. Palat. 2:tab. 175
3. ↑  Battarra (1755) , In: Fungorum agri Ariminensis historia:22
4. ↑  Svampguiden: Gula fingersvampar